# Корпус «Африка»

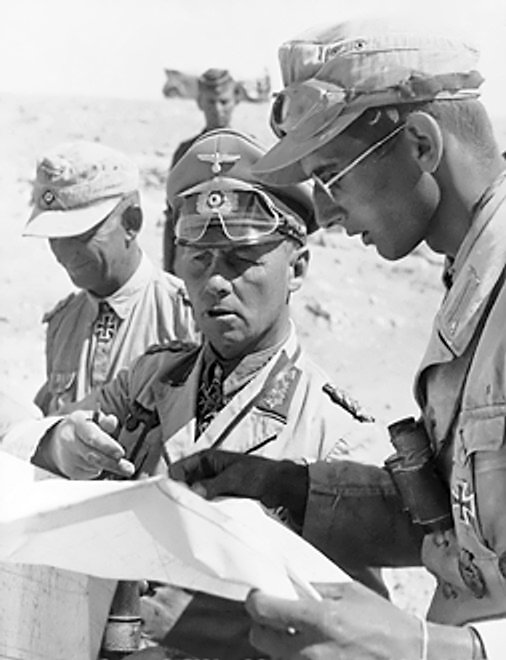
Ервін Роммель.

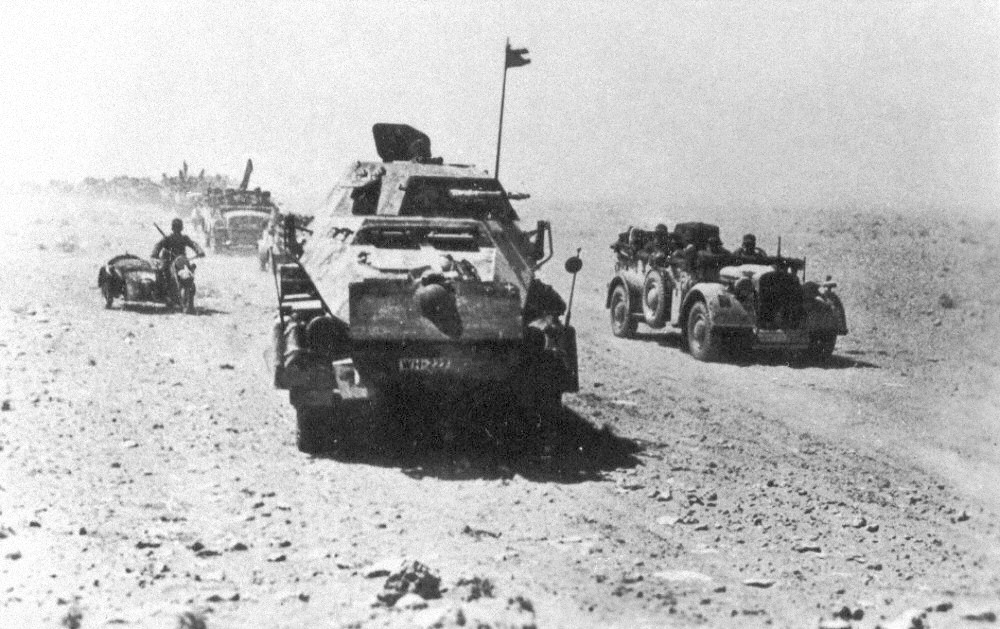
Танки Африканського корпусу в північній Африці.

Німецький Африканський корпус (нім. Deutsches Afrikakorps, вимова [ˈdɔʏtʃəs ˈʔaːfʁikaˌkoːɐ̯] ( прослухати); DAK), широко відомий як Африка́нський ко́рпус (нім. Afrikakorps) — експедиційний корпус Вермахту в період Другої світової війни. 16 лютого 1941 року був створений з німецьких військ в Лівії. З березня 1943 року — в Тунісі, капітулював в травні 1943.

## Склад
- 5-та легка дивізія (21-ша танкова дивізія) (нім. 5. Leichte Division (нім. 21. Panzer-Division)
- 90-та легка дивізія (моторизована) «Африка» (нім. 90 Leichte (mot.) Division "Afrika")
- 164-та легка дивізія (нім. 164. Leichte Division)
- 999-та окрема піхотна бригада
- 10-та танкова дивізія (нім. 10. Panzer-Division)
- 15-та танкова дивізія (нім. 15. Panzer-Division)
- 300-й батальйон особливого призначення «Оазис» (нім. Oasen-Bataillon z.b.V. 300)
- Окрема бойова інженерно-диверсійна група «Хеклер»
- Окрема парашутно-десантна бригада «Рамке»
- Окрема парашутно-танкова бригада «Герман Герінг»
- Протитанковий батальйон (нім. Panzerjäger-Abteilung (mot) 605)
- Зенітний дивізіон (нім. Flak-Abteilung (mot) 606)
- Батальйон зв'язку (нім. Nachrichten-Abteilung (mot) 475)
- Батальйон постачання (нім. Nachschub-Bataillon (mot) 572)
- Батальйон водопостачання (нім. Wasserversorgungs Bataillon (mot) 580)
- Розвідувальна моторизована рота (нім. Aufklärungs Kompanie (mot) 580)
- 598-й запасний батальйон (нім. Feldersatz Bataillon 598)
- 599-й запасний батальйон (нім. Feldersatz Bataillon 599)

## Командувачі
- Генерал танкових військ Ервін Роммель (14 лютого — 1 вересня 1941)
- Генерал-майор Філіпп Мюллер-Гебгард (1-15 вересня 1941)
- Генерал танкових військ Людвіг Крювель (15 вересня 1941 — 9 березня 1942)
- Генерал танкових військ Вальтер Нерінг (9 березня — 31 серпня 1942)
- Генерал-майор Густав фон Ферст (31 серпня — 17 вересня 1942)
- Генерал танкових військ Вільгельм фон Тома (17 вересня — 4 листопада 1942)
- Оберст Фріц Баєрляйн (4-16 листопада 1942)
- Генерал танкових військ Густав Фен (16 листопада 1942 — 16 січня 1943)
- Оберст барон Курт фон Лібенштайн (16 січня — 17 лютого 1943)
- Генерал-майор Карл Бюловіус (17-20 лютого 1943)
- Генерал-лейтенант Гайнц Ціглер (20 лютого — 5 березня 1943)
- Генерал танкових військ Ганс Крамер (5 березня — 12 травня 1943)